# Премія «Сатурн» за найкращу жіночу роль другого плану
Список лауреатів та номінантів премії «Сатурн» («Золотий сувій» з 1973 по 1977 р.) в категорії «Найкраща жіноча роль другого плану». Тільда Свінтон та Енн Ремсі є єдиними акторками, які отримали цю нагороду кілька раз (двічі), тоді як лише Вупі Голдберг і Мерседес Рюль виграли як премію Сатурна, так і премію Академії за найкращу акторку другого плану.

## Лауреати та номінанти
| • Лауреати показані іншим кольором. |
| ----------------------------------- |

### 1976—1980
| Церемонія                   | Фото лауреата     | Акторка                                         | Фільм                                           | Роль                      |
| --------------------------- | ----------------- | ----------------------------------------------- | ----------------------------------------------- | ------------------------- |
| «Золотий сувій» 3-я (1976)  | Айда Лупіно       | • Айда Лупіно                                   | «Диявольний дощ» (The Devil's Rain)             | місіс Престон             |
| «Золотой свиток» 4-а (1977) | Сьюзен Тиррел     |                                                 |                                                 |                           |
| «Золотой свиток» 4-а (1977) | Сьюзен Тиррел     | • Бетті Девіс                                   | «Спалені приношення»                            | тітка Елізабет            |
| 5-а (1978)                  | Бетті Девіс       |                                                 |                                                 |                           |
| 5-а (1978)                  | Бетті Девіс       | • Сьюзен Тиррел                                 | «Поганий» (Andy Warhol's Bad)                   | Мері Айкен                |
| 5-а (1978)                  | Бетті Девіс       | • Тері Ґарр                                     | «Близькі контакти третього ступеня»             | Роні Нірі                 |
| 5-а (1978)                  | Бетті Девіс       | • Алексіс Сміт                                  | «Дівчинка, що живе наприкінці вулиці»           | місіс Геллет              |
| 5-а (1978)                  | Бетті Девіс       | • Маргарет Вайтінг (Margaret Whiting (actress)) | «Сіндбад і око тигра»                           | Зенобія                   |
| 5-а (1978)                  | Бетті Девіс       | • Джоан Беннетт                                 | «Суспірія»                                      | мадам Бланк               |
| 6-а (1979)                  | Даян Кеннон       | • Даян Кеннон                                   | «Небеса можуть почекати»                        | Джулія Фарнсворт          |
| 6-а (1979)                  | Даян Кеннон       | • Ута Гаген                                     | «Хлопчики з Бразилії»                           | Фріда Мелоні              |
| 6-а (1979)                  | Даян Кеннон       | • Мейбл Кінг (Mabel King)                       | «Віз»                                           | Евелін                    |
| 6-а (1979)                  | Даян Кеннон       | • Валері Перрін                                 | «Супермен»                                      | Ева Тешмахер              |
| 6-а (1979)                  | Даян Кеннон       | • Бренда Ваккаро                                | «Козеріг один»                                  | Кей Брубейкер             |
| 7-а (1980)                  | Вероника Картрайт | • Вероніка Картрайт                             | «Чужий»                                         | штурман Ламберт           |
| 7-а (1980)                  | Вероника Картрайт | • Памела Генслі                                 | «Бак Роджерс в XXV віці»                        | принцеса Ардала           |
| 7-а (1980)                  | Вероника Картрайт | • Жаклін Гайд                                   | «В пітьмі»                                      | Де Ренці                  |
| 7-а (1980)                  | Вероника Картрайт | • Нішель Нікольс                                | «Зоряний шлях: Фільм»                           | лейтенант-коммандер Ухура |
| 7-а (1980)                  | Вероника Картрайт | • Марсі Лефферті                                | «День, коли скінчився час» (The Day Time Ended) | Бет                       |

### 1981—1990
| Церемонія        | Фото лауреата                    | Акторка                                       | Фільм                                         | Роль! Роль              |
| ---------------- | -------------------------------- | --------------------------------------------- | --------------------------------------------- | ----------------------- |
| 8-а (1981)       |                                  | • Єва Брент (Eve Brent)                       | «Вихід у чорне»                               | тітка Стела Бінфорд     |
| 8-а (1981)       | • Ненсі Парсонс                  | «Пекельний мотель» (англ. Motel Hell)         | Іда Сміт                                      |                         |
| 8-а (1981)       | • Єва Ле Галліенн                | «Воскресіння» (Resurrection (1980 film))      | бабця Пірл                                    |                         |
| 8-а (1981)       | • Стефані Цимбаліст              | «Воскресіння з мертвих»                       | Маргарет Корбек                               |                         |
| 8-а (1981)       | • Лінда Керрідж (Linda Kerridge) | «Вихід у чорне»                               | Мерелін О'Коннор                              |                         |
| 9-а (1982)       | Френсіс Стернхаген               | • Френсіс Стернгаґен                          | «Зовнішньозем'я»                              | доктор Лазарус          |
| 9-а (1982)       | Френсіс Стернхаген               | • Меггі Сміт                                  | «Битва титанів»                               | Фетіда                  |
| 9-а (1982)       | Френсіс Стернхаген               | • Гелен Міррен                                | «Екскалібур»                                  | Моргана                 |
| 9-а (1982)       | Френсіс Стернхаген               | • Вівека Ліндфорс                             | «Рука»                                        | доктор                  |
| 9-а (1982)       | Френсіс Стернхаген               | • Кайл Річардс                                | «Лісовий наглядач» (The Watcher in the Woods) | Еллі Кертіс             |
| 10-а (1983)      |                                  | • Зельда Рубінштейн                           | «Полтергейст»                                 | Танджина Берронс        |
| 10-а (1983)      | • Кірсті Еллі                    | «Зоряний шлях 2: Гнів Хана»                   | лейтенант Саавік                              |                         |
| 10-а (1983)      | • Філомена Спаньоло              | «Останній фільм жахів» (The Last Horror Film) | мать Вінні                                    |                         |
| 10-а (1983)      | • Ді Воллес Стоун                | «Іншопланетянин»                              | Мері                                          |                         |
| 10-а (1983)      | • Айрін Ворт                     | «Смертельная пастка»                          | Хельга                                        |                         |
| 11-а (1984)      |                                  | • Кенді Кларк                                 | «Блакитний грім»                              | Кейт                    |
| 11-а (1984)      | • Мод Адамс                      | «Восьминіжка»                                 | Восьминіжка                                   |                         |
| 11-а (1984)      | • Аннетт О'Тул                   | «Супермен 3»                                  | Лана Ленг                                     |                         |
| 11-а (1984)      | • Меґ Тіллі                      | «Психо 2»                                     | Мері Луміс                                    |                         |
| 11-а (1984)      | • Наталі Вуд (посмертно)         | «Мозговий штурм»                              | Карен Брейс                                   |                         |
| 12-а (1985)      | Поллі Голлідей                   | • Поллі Голлідей                              | «Гремліни»                                    | Руби Дигл               |
| 12-а (1985)      | Поллі Голлідей                   | • Кірсті Еллі                                 | «Полювання на роботів»                        | Джекі                   |
| 12-а (1985)      | Поллі Голлідей                   | • Джудіт Андерсон                             | «Зоряний шлях 3: У пошуках Спока»             | Верховний жрець Вулкана |
| 12-а (1985)      | Поллі Голлідей                   | • Грейс Джонс                                 | «Конан-руйнівник»                             | Зула                    |
| 12-а (1985)      | Поллі Голлідей                   | • Мері Воронов                                | «Ніч комети»                                  | Одрі                    |
| 13-а (1986)      |                                  | • Енн Ремсі                                   | «Бовдури»                                     | мама Фрателли           |
| 13-а (1986)      | • Рут Гордон (посмертно)         | «Максі» (Maxie (film))                        | місіс Лавін                                   |                         |
| 13-а (1986)      | • Грейс Джонс                    | «Вид на вбивство»                             | Мей Дей                                       |                         |
| 13-а (1986)      | • Ліа Томпсон                    | «Назад у майбутнє»                            | Лоррейн Бейнс (МакФлай)                       |                         |
| 13-а (1986)      | • Гвен Вердон                    | «Кокон»                                       | Бесс МакКарті                                 |                         |
| 14-а (1987)      |                                  | • Дженетт Голдстін                            | «Чужі»                                        | рядовий Васкес          |
| 14-а (1987)      | • Кетрін Гікс                    | «Зоряний шлях 4: Подорож додому»              | доктор Джіліан Тейлор                         |                         |
| 14-а (1987)      | • Грейс Джонс                    | «Вамп»                                        | Катріна                                       |                         |
| 14-а (1987)      | • Кей Ленц                       | «Будинок»                                     | Сенді Сінклер                                 |                         |
| 14-а (1987)      | • Веніті                         | «Підчеплений по-крупному»                     | Дорін                                         |                         |
| 15-а (1988)      |                                  | • Енн Ремсі (посмертно)                       | «Скинь маму з поїзда»                         | місіс Ліфт              |
| 15-а (1988)      | • Ліза Боне                      | «Янгольське серце»                            | Епіфані Праудфут                              |                         |
| 15-а (1988)      | • Вероніка Картрайт              | «Іствікські відьми»                           | Фелисия Олден                                 |                         |
| 15-а (1988)      | • Луїза Флетчер                  | «Квіти на горищі»                             | бабуля Олівія Фоксворт                        |                         |
| 15-а (1988)      | • Дженетт Голдстін               | «Майже стемніло»                              | Даймондбек                                    |                         |
| 15-а (1988)      | • Дороти Ламур                   | «Калейдоскоп жахів 2»                         |                                               |                         |
| 16-а (1989/1990) | Сільвія Сідні                    | • Сільвія Сідні                               | «Бітлджус»                                    | Джуно                   |
| 16-а (1989/1990) | Сільвія Сідні                    | • Джоанна Кессіді                             | «Хто підставив кролика Роджера»               | Долорес                 |
| 16-а (1989/1990) | Сільвія Сідні                    | • Кетрін Гелмонд                              | «Леді в білому» (Lady in White)               | Аманда                  |
| 16-а (1989/1990) | Сільвія Сідні                    | • Клер Гіґґінс                                | «Повсталий з пекла 2»                         | Джулія Коттон           |
| 16-а (1989/1990) | Сільвія Сідні                    | • Жан Марш                                    | «Виллоу»                                      | королева Бавморда       |
| 16-а (1989/1990) | Сільвія Сідні                    | • Зельда Рубінштейн                           | «Полтергейст 3»                               | Танджіна Берронс        |
| 16-а (1989/1990) | Сільвія Сідні                    | • Мередіт Селенджер                           | «Поцілунок» (The Kiss (1988 film))            | Емі                     |

### 1991—2000
| Церемонія   | Фото лауреата       | Акторка                      | Фільм                                                     | Роль                     |
| ----------- | ------------------- | ---------------------------- | --------------------------------------------------------- | ------------------------ |
| 17-а (1991) | Вупі Голдберг       | • Вупі Голдберг              | «Привид»                                                  | Ода Мей Браун            |
| 17-а (1991) | Вупі Голдберг       | • Кім Бейсінгер              | «Бетмен»                                                  | Вікі Вейл                |
| 17-а (1991) | Вупі Голдберг       | • Фінн Картер                | «Тремтіння землі»                                         | Ронда ЛеБек              |
| 17-а (1991) | Вупі Голдберг       | • Ріба Макінтайр             | «Тремтіння землі»                                         | Хізер Гаммер             |
| 17-а (1991) | Вупі Голдберг       | • Джулія Робертс             | «Коматозники»                                             | Рейчел Маннус            |
| 17-а (1991) | Вупі Голдберг       | • Дженні Сігроув             | «Опікун»                                                  | Камілла                  |
| 17-а (1991) | Вупі Голдберг       | • Мері Стінберген            | «Назад у майбутнє 3»                                      | Клара Клейтон            |
| 17-а (1991) | Вупі Голдберг       | • Рейчел Тікотін             | «Пригадати все»                                           | Меліна                   |
| 17-а (1991) | Вупі Голдберг       | • Май Зеттерлінг             | «Відьми»                                                  | Хельга Івшим             |
| 18-а (1992) | Мерседес Рюль       | • Мерседес Рюль              | «Король-рибалка»                                          | Енн Наполітано           |
| 18-а (1992) | Мерседес Рюль       | • Робін Бартлетт             | «Якби погляди могли вбивати» (If Looks Could Kill (film)) | Патрисія Гробер          |
| 18-а (1992) | Мерседес Рюль       | • Дженніфер Коннеллі         | «Ракетник»                                                | Дженні Блейк             |
| 18-а (1992) | Мерседес Рюль       | • Мері Елізабет Мастрантоніо | «Робін Гуд: Принц злодіїв»                                | Меріен Дюбуа             |
| 18-а (1992) | Мерседес Рюль       | • Френсіс Стернхаген         | «Мізері»                                                  | Вирджинія                |
| 18-а (1992) | Мерседес Рюль       | • Даян Віст                  | «Едвард Руки-ножиці»                                      | Пег Боггс                |
| 19-а (1993) | Ізабелла Росселліні | • Ізабелла Росселліні        | «Смерть їй личить»                                        | Лайл фон Руман           |
| 19-а (1993) | Ізабелла Росселліні | • Кім Кетролл                | «Зоряний шлях 6: Невідкрита країна»                       | лейтенант Валеріс        |
| 19-а (1993) | Ізабелла Росселліні | • Джуліанн Мур               | «Рука, що гойдає колиску»                                 | Марлен Крейвен           |
| 19-а (1993) | Ізабелла Росселліні | • Рене Руссо                 | «Корпорація „Безсмертя“»                                  | Джулі Редланд            |
| 19-а (1993) | Ізабелла Росселліні | • Френсіс Стернхаген         | «Виховання Каїна»                                         | доктор Лінн Вальдхайм    |
| 19-а (1993) | Ізабелла Росселліні | • Марша Стрессмен            | «Люба, я збільшив дитину»                                 | Даян Шалінскі            |
| 19-а (1993) | Ізабелла Росселліні | • Робін Райт                 | «Іграшки»                                                 | Гвен Тайлер              |
| 20-а (1994) | Аманда Пламмер      | • Аманда Пламмер             | «Нагальні речі»                                           | Нетті Кобб               |
| 20-а (1994) | Аманда Пламмер      | • Сара Джессіка Паркер       | «Фокус-покус»                                             | Сара Сандерсон           |
| 20-а (1994) | Аманда Пламмер      | • Ненсі Аллен                | «Робот-поліцейський 3»                                    | офіцер Енн Льюїс         |
| 20-а (1994) | Аманда Пламмер      | • Джоан К'юсак               | «Моральні цінності сімейки Адамсів»                       | Деббі Желлінскі          |
| 20-а (1994) | Аманда Пламмер      | • Джулі Гарріс               | «Темна половина»                                          | Реджі Делессепс          |
| 20-а (1994) | Аманда Пламмер      | • Кеті Неджимі               | «Фокус-покус»                                             | Мері Сандерсон           |
| 20-а (1994) | Аманда Пламмер      | • Кіра Седжвік               | «Серце і душі»                                            | Джулія                   |
| 20-а (1994) | Аманда Пламмер      | • Елфрі Вудард               | «Серце і душі»                                            | Пенні Вашингтон          |
| 21-а (1995) |                     | • Міа Сара                   | «Патруль часу»                                            | Мелісса Вокер            |
| 21-а (1995) | • Геллі Беррі       | «Флінстоуни»                 | місс Стоун                                                |                          |
| 21-а (1995) | • Тіа Каррере       | «Правдива брехня»            | Джуно Скіннер                                             |                          |
| 21-а (1995) | • Вупі Голдберг     | «Зоряний шлях: Покоління»    | Гайнан                                                    |                          |
| 21-а (1995) | • Розі О'Доннелл    | «Флінстоуни»                 | Бетті Раббл                                               |                          |
| 21-а (1995) | • Робін Райт        | «Форрест Гамп»               | Дженні Каррен                                             |                          |
| 22-я (1996) | Бонні Гант          | • Бонні Гант                 | «Джуманджі»                                               | Сара Віттл               |
| 22-я (1996) | Бонні Гант          | • Іллеана Дуглас             | «За що варто померти»                                     | Дженіс Маретто           |
| 22-я (1996) | Бонні Гант          | • Сальма Гайєк               | «Відчайдушний»                                            | Кароліна                 |
| 22-я (1996) | Бонні Гант          | • Дженніфер Джейсон Лі       | «Долорес Клейборн»                                        | Селіна Сент-Джордж       |
| 22-я (1996) | Бонні Гант          | • Джульєтт Льюїс             | «Від заходу до світанку»                                  | Кейт Фаллер              |
| 22-я (1996) | Бонні Гант          | • Гвінет Пелтроу             | «Сім»                                                     | Трейсі Міллз             |
| 23-а (1997) | Еліс Кріге          | • Еліс Кріге                 | «Зоряний шлях: Перший контакт»                            | королева боргів          |
| 23-а (1997) | Еліс Кріге          | • Пем Ферріс                 | «Матильда»                                                | Агата Транчболл          |
| 23-а (1997) | Еліс Кріге          | • Файруза Балк               | «Чаклунство»                                              | Ненсі Даунс              |
| 23-а (1997) | Еліс Кріге          | • Дрю Беррімор               | «Крик»                                                    | Кейсі Бекер              |
| 23-а (1997) | Еліс Кріге          | • Гленн Клоуз                | «101 далматинець»                                         | Круелла Де Віль          |
| 23-а (1997) | Еліс Кріге          | • Вівіка Фокс                | «День незалежності»                                       | Джасмін Дюброу           |
| 23-а (1997) | Еліс Кріге          | • Дженніфер Тіллі            | «Зв'язок»                                                 | Вайолет                  |
| 24-а (1998) | Глорія Стюарт       | • Глорія Стюарт              | «Титанік»                                                 | Роза (в старості)        |
| 24-а (1998) | Глорія Стюарт       | • Джоан Аллен                | «Без обличчя»                                             | Єва Арчер                |
| 24-а (1998) | Глорія Стюарт       | • Кортні Кокс                | «Крик 2»                                                  | Гейл Везерс              |
| 24-а (1998) | Глорія Стюарт       | • Тері Гетчер                | «Завтра не помре ніколи»                                  | Періс Карвер             |
| 24-а (1998) | Глорія Стюарт       | • Мілла Йовович              | «П'ятий елемент»                                          | Лілу                     |
| 24-а (1998) | Глорія Стюарт       | • Вайнона Райдер             | «Чужий: Воскресіння»                                      | Анналі Колл              |
| 25-а (1999) | Джоана Аллен        | • Джоан Аллен                | «Плезантвіль»                                             | Бетті Паркер             |
| 25-а (1999) | Джоана Аллен        | • Клер Форлані               | «Знайомтеся — Джо Блек»                                   | С'юзан Перріш            |
| 25-а (1999) | Джоана Аллен        | • Енн Гейч                   | «Психо»                                                   | Меріон Крейн             |
| 25-а (1999) | Джоана Аллен        | • Анжеліка Г'юстон           | «Історія вічного кохання»                                 | баронеса Родмена Де Гент |
| 25-а (1999) | Джоана Аллен        | • Шарліз Терон               | «Могутній Джо Янг»                                        | Джилл Янг                |
| 25-а (1999) | Джоана Аллен        | • Шеріл Лі                   | «Вампіри»                                                 | Катріна                  |
| 26-я (2000) | Патріша Кларксон    | • Патріша Кларксон           | «Зелена миля»                                             | Мелінда Мурс             |
| 26-я (2000) | Патріша Кларксон    | • Пернілла Аугуст            | «Зоряні війни: Прихована загроза»                         | Шмі Скайвокер            |
| 26-я (2000) | Патріша Кларксон    | • Джоан К'юсак               | «Дорога на Арлінгтон»                                     | Шеріл Ленг               |
| 26-я (2000) | Патріша Кларксон    | • Джина Девіс                | «Стюарт Літтл»                                            | місіс Елеонор Літтл      |
| 26-я (2000) | Патріша Кларксон    | • Міранда Річардсон          | «Сонна лощина»                                            | леді Ван Тассел          |
| 26-я (2000) | Патріша Кларксон    | • Сіссі Спейсек              | «Вибух з минулого»                                        | Хелен Веббер             |

### 2001—2010
| Церемонія   | Фото лауреата     | Акторка               | Фільм                                                 | Роль                      |
| ----------- | ----------------- | --------------------- | ----------------------------------------------------- | ------------------------- |
| 27-а (2001) | Ребекка Ромейн    | • Ребекка Ромейн      | «Люди Ікс»                                            | Містік                    |
| 27-а (2001) | Ребекка Ромейн    | • Рене Руссо          | «Пригоди Роккі та Буллвінкля»                         | Наташа Фаталь             |
| 27-а (2001) | Ребекка Ромейн    | • Кемерон Діас        | «Ангели Чарлі»                                        | Наталі Кук                |
| 27-а (2001) | Ребекка Ромейн    | • Люсі Лью            | «Ангели Чарлі»                                        | Алекс Мандей              |
| 27-а (2001) | Ребекка Ромейн    | • Гіларі Свонк        | «Дар»                                                 | Валері Барксдейл          |
| 27-а (2001) | Ребекка Ромейн    | • Чжан Цзиї           | «Тигр підкрадається, дракон ховається»                | Юй Цзяолун                |
| 28-а (2002) | Фіоннула Фленаґан | • Фіоннула Фленаґан   | «Інші»                                                | місіс Берта Міллс         |
| 28-а (2002) | Фіоннула Фленаґан | • Меггі Сміт          | «Гаррі Поттер і філософський камінь»                  | Мінерва Макгонагалл       |
| 28-а (2002) | Фіоннула Фленаґан | • Френсіс Макдорманд  | «Людина, якої не було»                                | Доріс Крейн               |
| 28-а (2002) | Фіоннула Фленаґан | • Моніка Беллуччі     | «Братство вовка»                                      | Сільвія                   |
| 28-а (2002) | Фіоннула Фленаґан | • Гелена Бонем Картер | «Планета мавп»                                        | Арі                       |
| 28-а (2002) | Фіоннула Фленаґан | • Кемерон Діас        | «Ванільне небо»                                       | Джулі Джиані              |
| 29-а (2003) | Саманта Мортон    | • Саманта Мортон      | «Особлива думка»                                      | Агата                     |
| 29-а (2003) | Саманта Мортон    | • Геллі Беррі         | «Помри, але не зараз»                                 | Джасінта Джонсон (Джінкс) |
| 29-а (2003) | Саманта Мортон    | • Конні Нільсен       | «Фото за годину»                                      | Ніна Йоркін               |
| 29-а (2003) | Саманта Мортон    | • Емілі Вотсон        | «Червоний Дракон»                                     | Реба МакКлейн             |
| 29-а (2003) | Саманта Мортон    | • Рейчіл Робертс      | «Сімона»                                              | Сімона                    |
| 29-а (2003) | Саманта Мортон    | • Сіссі Спейсек       | «Безсмертні»                                          | Мей Так                   |
| 30-а (2004) | Еллен Дедженерес  | • Еллен Дедженерес    | «У пошуках Немо»                                      | Дорі                      |
| 30-а (2004) | Еллен Дедженерес  | • Люсі Лью            | «Убити Білла. Фільм 1»                                | О-рен Ішіі                |
| 30-а (2004) | Еллен Дедженерес  | • Пета Вілсон         | «Ліга видатних джентльменів»                          | Міна Харкер               |
| 30-а (2004) | Еллен Дедженерес  | • Міранда Отто        | «Володар перснів: Повернення короля»                  | Еовін                     |
| 30-а (2004) | Еллен Дедженерес  | • Кіра Найтлі         | «Пірати Карибського моря: Прокляття «Чорної перлини»» | Елізабет Свонн            |
| 30-а (2004) | Еллен Дедженерес  | • Крістанна Локен     | «Термінатор 3: Повстання машин»                       | T-X                       |
| 31-а (2005) | Деріл Ганна       | • Деріл Ганна         | «Убити Білла. Фільм 2»                                | Еллі Драйвер              |
| 31-а (2005) | Деріл Ганна       | • Кім Бейсінгер       | «Стільниковий»                                        | Джессіка Мартін           |
| 31-а (2005) | Деріл Ганна       | • Ірма П. Холл        | «Замочити бабцю»                                      | Марва Мансон              |
| 31-а (2005) | Деріл Ганна       | • Меріл Стріп         | «Маньчжурський кандидат»                              | сенатор Елеанор Шоу       |
| 31-а (2005) | Деріл Ганна       | • Діане Крюгер        | «Скарб нації»                                         | Абігейл Чейз              |
| 31-а (2005) | Деріл Ганна       | • Анджеліна Джолі     | «Небесний капітан і світ майбутнього»                 | Френкі                    |
| 32-а (2006) | Саммер Глау       | • Саммер Глау         | «Місія Сереніті»                                      | Рівер                     |
| 32-а (2006) | Саммер Глау       | • Кеті Голмс          | «Бетмен: Початок»                                     | Рейчел Доуз               |
| 32-а (2006) | Саммер Глау       | • Дженніфер Карпентер | «Шість демонів Емілі Роуз»                            | Емілі Роуз                |
| 32-а (2006) | Саммер Глау       | • Мішель Монаган      | «Поцілунок на виліт»                                  | Хармоні Фейт Лейн         |
| 32-а (2006) | Саммер Глау       | • Джессіка Альба      | «Місто гріхів»                                        | Ненсі Каллаган            |
| 32-а (2006) | Саммер Глау       | • Джина Роулендс      | «Ключ від усіх дверей»                                | Вайолет Деверо            |
| 33-а (2007) | Фамке Янссен      | • Фамке Янссен        | «Люди Ікс: Остання битва»                             | Джина Ґрей / Фенікс       |
| 33-а (2007) | Фамке Янссен      | • Ева Грін            | «Казино Рояль»                                        | Веспер Лінд               |
| 33-а (2007) | Фамке Янссен      | • Кейт Бланшетт       | «Скандальний щоденник»                                | Шеба Гарт                 |
| 33-а (2007) | Фамке Янссен      | • Рейчел Герд-Вуд     | «Парфумер: Історія одного вбивці»                     | Лора Ріши                 |
| 33-а (2007) | Фамке Янссен      | • Емма Томпсон        | «Персонаж»                                            | Карен Ейфель              |
| 33-а (2007) | Фамке Янссен      | • Паркер Поузі        | «Повернення Супермена»                                | Кітті Ковальскі           |
| 34-а (2008) | Марсія Гей Гарден | • Марсія Гей Гарден   | «Імла»                                                | місіс Кармоді             |
| 34-а (2008) | Марсія Гей Гарден | • Ліна Гіді           | «300 спартанців»                                      | цариця Горго              |
| 34-а (2008) | Марсія Гей Гарден | • Ліззі Каплан        | «Монстро»                                             | Марлена Даймонд           |
| 34-а (2008) | Марсія Гей Гарден | • Роуз Макгавен       | «Грайндхаус» (сегмент: «Планета страху»)              | Черрі Дарлінг             |
| 34-а (2008) | Марсія Гей Гарден | • Імелда Стонтон      | «Гаррі Поттер і Орден Фенікса»                        | Долорес Амбридж           |
| 34-а (2008) | Марсія Гей Гарден | • Мішель Пфайффер     | «Зоряний пил»                                         | Ламія                     |
| 35-а (2009) | Тільда Свінтон    | • Тільда Свінтон      | «Загадкова історія Бенджаміна Баттона»                | Елізабет Еббот            |
| 35-а (2009) | Тільда Свінтон    | • Джоан Аллен         | «Смертельні перегони»                                 | Геннессі                  |
| 35-а (2009) | Тільда Свінтон    | • Шарліз Терон        | «Хенкок»                                              | Мері Ембрі                |
| 35-а (2009) | Тільда Свінтон    | • Джуді Денч          | «Квант милосердя»                                     | М                         |
| 35-а (2009) | Тільда Свінтон    | • Куриленко Ольга     | «Квант милосердя»                                     | Каміла                    |
| 35-а (2009) | Тільда Свінтон    | • Каріс ван Гаутен    | «Операція „Валькірія“»                                | Ніна фон Штауффенберг     |
| 36-я (2010) | Сігурні Вівер     | • Сігурні Вівер       | «Аватар»                                              | Ґрейс Оґустін             |
| 36-я (2010) | Сігурні Вівер     | • Лорна Ревер         | «Затягни мене до пекла»                               | місіс Гануш               |
| 36-я (2010) | Сігурні Вівер     | • Діане Крюгер        | «Безславні виродки»                                   | Бріджит фон Гаммерсмарк   |
| 36-я (2010) | Сігурні Вівер     | • Рейчел Мак-Адамс    | «Шерлок Холмс»                                        | Ірен Адлер                |
| 36-я (2010) | Сігурні Вівер     | • Сьюзен Серендон     | «Милі кості»                                          | Лінн                      |
| 36-я (2010) | Сігурні Вівер     | • Малін Акерман       | «Хранителі»                                           | Лорі Юпітер               |

### 2011—2020
| Церемонія   | Фото лауреата      | Акторка                   | Фільм                                           | Роль                                          |
| ----------- | ------------------ | ------------------------- | ----------------------------------------------- | --------------------------------------------- |
| 37-а (2011) | Міла Куніс         | • Міла Куніс              | «Чорний лебідь»                                 | Лілі                                          |
| 37-а (2011) | Міла Куніс         | • Кіра Найтлі             | «Ніколи не відпускай мене»                      | Рут                                           |
| 37-а (2011) | Міла Куніс         | • Скарлетт Йоганссон      | «Залізна людина 2»                              | Наталі Рашман / «Чорна вдова»                 |
| 37-а (2011) | Міла Куніс         | • Гелен Міррен            | «РЕД»                                           | Вікторія                                      |
| 37-а (2011) | Міла Куніс         | • Ванесса Редґрейв        | «Листи до Джульєтти»                            | Клер                                          |
| 37-а (2011) | Міла Куніс         | • Джекі Вівер             | «За законами вовків»                            | Джанін «Смурф» Коді                           |
| 38-а (2012) | Емілі Блант        | • Емілі Блант             | «Змінюючи реальність»                           | Елі Селліс                                    |
| 38-а (2012) | Емілі Блант        | • Елена Аная              | «Шкіра, в якій я живу»                          | Віра Крус                                     |
| 38-а (2012) | Емілі Блант        | • Шарлотта Генсбур        | «Меланхолія»                                    | Клер                                          |
| 38-а (2012) | Емілі Блант        | • Паула Паттон            | «Місія нездійсненна: Протокол «Фантом»»         | Джейн Картер                                  |
| 38-а (2012) | Емілі Блант        | • Лін Шей                 | «Астрал»                                        | Еліс Рейнер                                   |
| 38-а (2012) | Емілі Блант        | • Емма Вотсон             | «Гаррі Поттер і Смертельні реліквії: Частина 2» | Герміона Ґрейнджер                            |
| 39-а (2013) | Енн Гетевей        | • Енн Гетевей             | «Темний лицар повертається»                     | Жінка-Кішка                                   |
| 39-а (2013) | Енн Гетевей        | • Джуді Денч              | «007: Координати «Скайфолл»»                    | M                                             |
| 39-а (2013) | Енн Гетевей        | • Джина Гершон            | «Кілер Джо»                                     | Шарла Сміт                                    |
| 39-а (2013) | Енн Гетевей        | • Енн Гетевей             | «Знедолені»                                     | Фонтін                                        |
| 39-а (2013) | Енн Гетевей        | • Ніколь Кідман           | «Газетяр»                                       | Шарлотта Блесс                                |
| 39-а (2013) | Енн Гетевей        | • Шарліз Терон            | «Білосніжка та мисливець»                       | королева Ровенна                              |
| 40-а (2014) | Скарлетт Йоганссон | • Скарлетт Йоганссон      | «Вона»                                          | «Саманта» (операційна система система (голос) |
| 40-а (2014) | Скарлетт Йоганссон | • Ніколь Кідман           | «Стокер»                                        | Евелін «Еві» Стокер                           |
| 40-а (2014) | Скарлетт Йоганссон | • Мелісса Лео             | «Полонянки»                                     | Холлі Джонс                                   |
| 40-а (2014) | Скарлетт Йоганссон | • Еванджелін Ліллі        | «Хоббіт: Пустка Смога»                          | Тауріель                                      |
| 40-а (2014) | Скарлетт Йоганссон | • Джена Мелоун            | «Голодні ігри: У вогні»                         | Джоанна Мейсон                                |
| 40-а (2014) | Скарлетт Йоганссон | • Емма Стоун              | «Книжкова злодійка»                             | Роза Хуберманн                                |
| 41-а (2015) | Рене Руссо         | • Рене Руссо              | «Стерв'ятник»                                   | Ніна Роміна                                   |
| 41-а (2015) | Рене Руссо         | • Джессіка Честейн        | «Інтерстеллар»                                  | Мерф                                          |
| 41-а (2015) | Рене Руссо         | • Скарлетт Йоганссон      | «Перший месник: Друга війна»                    | Наталі Рашман / «Чорна вдова»                 |
| 41-а (2015) | Рене Руссо         | • Еванджелін Ліллі        | «Хоббіт: Битва п'яти воїнств»                   | Тауріель                                      |
| 41-а (2015) | Рене Руссо         | • Емма Стоун              | «Бердмен»                                       | Сем Томпсон                                   |
| 41-а (2015) | Рене Руссо         | • Меріл Стріп             | «У темному-темному лісі»                        | відьма                                        |
| 42-а (2016) | Джессіка Честейн   | • Джессіка Честейн        | «Багряний пік»                                  | Люсіль Шарп                                   |
| 42-а (2016) | Джессіка Честейн   | • Керрі Фішер             | «Зоряні війни: Пробудження Сили»                | генерал Лея Органа                            |
| 42-а (2016) | Джессіка Честейн   | • Еванджелін Ліллі        | «Людина-мураха»                                 | Гоуп ван Дайн                                 |
| 42-а (2016) | Джессіка Честейн   | • Люпіта Ніонго           | «Зоряні війни: Пробудження Сили»                | Маз Каната                                    |
| 42-а (2016) | Джессіка Честейн   | • Таманна Бгатія          | «Багубалі:Початок»                              | Авантіка                                      |
| 42-а (2016) | Джессіка Честейн   | • Алісія Вікандер         | «Ex Machina»                                    | Ава                                           |
| 43-а (2017) | Тільда Свінтон     | • Тільда Свінтон          | «Доктор Стрендж»                                | Прадавня                                      |
| 43-а (2017) | Тільда Свінтон     | • Бетті Баклі             | «Спліт»                                         | Карен Флетчер                                 |
| 43-а (2017) | Тільда Свінтон     | • Брайс Даллас Говард     | «Золото»                                        | Кей                                           |
| 43-а (2017) | Тільда Свінтон     | • Кейт Маккінон           | «Мисливці на привидів»                          | Джилліан Гольтцманн                           |
| 43-а (2017) | Тільда Свінтон     | • Марго Роббі             | «Загін самогубців»                              | Гарлі Квінн                                   |
| 43-а (2017) | Тільда Свінтон     | • Скарлетт Йоганссон      | «Перший месник: Протистояння»                   | Наталі Рашман / «Чорна вдова»                 |
| 44-а (2018) | Данай Гуріра       | • Данай Гуріра            | «Чорна Пантера»                                 | Окойе                                         |
| 44-а (2018) | Данай Гуріра       | • Ана де Армас            | «Той, хто біжить по лезу 2049»                  | Джой                                          |
| 44-а (2018) | Данай Гуріра       | • Керрі Фішер (посмертно) | «Зоряні війни: Останні джедаї»                  | генерал Лея Орґана                            |
| 44-а (2018) | Данай Гуріра       | • Лоїс Сміт               | «Марджорі Прайм»                                | Марджорі                                      |
| 44-а (2018) | Данай Гуріра       | • Октавія Спенсер         | «Форма води»                                    | Зельда Фуллер                                 |
| 44-а (2018) | Данай Гуріра       | • Тесса Томпсон           | «Тор: Раґнарок»                                 | Валькірія                                     |
| 44-а (2018) | Данай Гуріра       | • Келлі Мері Трен         | «Зоряні війни: Останні джедаї»                  | Роуз Тіко                                     |
| 45-а (2019) | Зендая             | • Зендая                  | «Людина-павук: Далеко від дому»                 | Мішель «ЕмДжей» Джонс                         |
| 45-а (2019) | Зендая             | • Синтія Еріво            | «Погані часи у «Ель Роялі»»                     | Дарлін Світ                                   |
| 45-а (2019) | Зендая             | • Карен Гіллан            | «Месники: Завершення»                           | Небула                                        |
| 45-а (2019) | Зендая             | • Ембер Герд              | «Аквамен»                                       | Мера                                          |
| 45-а (2019) | Зендая             | • Скарлетт Йоганссон      | «Месники: Завершення»                           | Чорна Вдова                                   |
| 45-а (2019) | Зендая             | • Наомі Скотт             | «Аладдін»                                       | Принцеса Жасмін                               |
| 45-а (2019) | Зендая             | • Гейлі Стайнфельд        | «Бамблбі»                                       | Чарлі Вотсон                                  |
| 46-а (2020) | Ана де Армас       | • Ана де Армас            | «Ножі наголо»                                   | Марта Кабрера                                 |
| 46-а (2020) | Ана де Армас       | • Джеймі Лі Кертіс        | «Ножі наголо»                                   | Лінда Драйсдейл                               |
| 46-а (2020) | Ана де Армас       | • Джерні Смоллетт         | «Хижі пташки (та фантастична Харлі Квін)»       | Чорна канарейка                               |
| 46-а (2020) | Ана де Армас       | • Еллен Берстін           | «Люсі в космосі»                                | Нана Холбрук                                  |
| 46-а (2020) | Ана де Армас       | • Аманда Сайфред          | «Манк»                                          | Меріон Дейвіс                                 |
| 46-а (2020) | Ана де Армас       | • Лінда Гамільтон         | «Термінатор: Фатум»                             | Сара Коннор                                   |
| 46-а (2020) | Ана де Армас       | • Зазі Бітц               | «Джокер»                                        | Софі Дюмонд                                   |

### 2021—
| Церемонія      | Фото лауреата | Акторка                  | Фільм                                | Роль                     |
| -------------- | ------------- | ------------------------ | ------------------------------------ | ------------------------ |
| 47-а (2021/22) | Аквафіна      | • Аквафіна               | «Шан-Чі та Легенда Десяти Кілець»    | Кеті                     |
| 47-а (2021/22) | Аквафіна      | • Керрі Кун              | «Мисливці на привидів: З того світу» | Келлі Спенглер           |
| 47-а (2021/22) | Аквафіна      | • Джоді Комер            | «Персонаж»                           | Міллі Раск               |
| 47-а (2021/22) | Аквафіна      | • Віола Девіс            | «Загін самогубців: Місія навиліт»    | Аманда Воллер            |
| 47-а (2021/22) | Аквафіна      | • Стефані Сюй            | «Все завжди і водночас»              | Джой Вонг / Джобу Тупакі |
| 47-а (2021/22) | Аквафіна      | • Діана Рігг (посмертно) | «Минулої ночі в Сохо»                | міс Коллінз              |
| 47-а (2021/22) | Аквафіна      | • Маріса Томей           | «Людина-павук: Нема шляху додому»    | Мей Паркер               |
| 48-а (2022/23) | Аквафіна      | • Емілі Блант            | «Оппенгеймер»                        | Кетрін Оппенгеймер       |
| 48-а (2022/23) | Аквафіна      | • Анджела Бассетт        | «Чорна пантера: Ваканда назавжди»    | Рамонда                  |
| 48-а (2022/23) | Аквафіна      | • Джоді Комер            | «Персонаж»                           | Міллі Раск               |
| 48-а (2022/23) | Аквафіна      | • Джейн Кертін           | «Джулс»                              | Джойс                    |
| 48-а (2022/23) | Аквафіна      | • Софі Вайлд             | «Говори до мене»                     | Мія                      |
| 48-а (2022/23) | Аквафіна      | • Мелісса Маккарті       | «Русалонька»                         | Урсула                   |
| 48-а (2022/23) | Аквафіна      | • Фібі Воллер-Брідж      | «Індіана Джонс і реліквія долі»      | Гелен Шоу                |